# Dubidze-Kolonia
Dubidze-Kolonia [pronunciación en polaco: /duˈbid͡zɛ kɔˈlɔɲa/] es un pueblo en el distrito administrativo de Gmina Nowa Brzeźnica, dentro del condado de Pajęczno, Voivodato de Łódź, en el centro de Polonia. Se encuentra a unos 5 kilómetros al noroeste de Nowa Brzeźnica, 11 kilómetros al este de Pajęczno, y 78 kilómetros al sur de la capital regional Łódź.
El pueblo tiene una población de 277 habitantes.